# Georges Prud'Homme
Georges Prud'Homme (n. 1899, Ottawa, Ontario, Canada – d. 7 ianuarie 1978) a fost un boxer ce a reprezentat Canada, medaliat olimpic. A participat la o ediție a Jocurilor Olimpice (1920) în care a câștigat o medalie de argint.

## Participări
Lista de mai jos prezintă principalele competiții la care a participat Georges Prud'Homme de-a lungul carierei.
- boxing at the 1920 Summer Olympics – middleweight[*]